# Orthomegas monnei
Orthomegas monnei är en skalbaggsart som först beskrevs av Bleuzen 1993.  Orthomegas monnei ingår i släktet Orthomegas och familjen långhorningar.
Artens utbredningsområde är:
- Costa Rica.
- Honduras.

Inga underarter finns listade i Catalogue of Life.